# Жари (Малопольське воєводство)
Жари (пол. Żary) — село в Польщі, у гміні Кшешовиці Краківського повіту Малопольського воєводства.
Населення — 131 особа (2011).
У 1975-1998 роках село належало до Краківського воєводства.

## Демографія
Демографічна структура станом на 31 березня 2011 року:
|          | Загалом | Допрацездатний вік | Працездатний вік | Постпрацездатний вік |
| -------- | ------- | ------------------ | ---------------- | -------------------- |
| Чоловіки | 65      | 12                 | 44               | 9                    |
| Жінки    | 66      | 11                 | 36               | 19                   |
| Разом    | 131     | 23                 | 80               | 28                   |